# Чон Джу До
Чон Джу До (кор. 전주도; род. 25 января 1964, Канвондо) — южнокорейский боксёр, представитель второй наилегчайшей весовой категории. Выступал на профессиональном уровне в период 1981—1989 годов, владел титулом чемпиона мира по версии IBF.

## Биография
Чон Джу До родился 25 января 1964 года в провинции Канвондо, Южная Корея.
Дебютировал в боксе на профессиональном уровне в мае 1981 года, выиграв у своего соперника по очкам в четырёх раундах. Однако следующий бой проиграл по очкам. В дальнейшем долгое время не знал поражений, хотя уровень его оппозиции был не очень высоким.
В 1983 году завоевал и дважды защитил титул чемпиона Южной Кореи во второй наилегчайшей весовой категории.
Благодаря череде удачных выступлений в том же 1983 году удостоился права оспорить введённый титул чемпиона мира во втором наилегчайшем весе по версии Международной боксёрской федерации (IBF) и отправился боксировать в Японию с местным претендентом Кэном Касугаи — в итоге Чон выиграл у японца техническим нокаутом в пятом раунде и забрал чемпионский пояс себе. На тот момент ему было всего 19 лет и 10 месяцем, таким образом он стал самым молодым обладателем титула чемпиона мира в истории бокса.
Впоследствии Чон Джу До сумел пять раз защитить свой титул, побеждая сильнейших представителе дивизиона. Лишился пояса чемпиона только в мае 1985 года, в рамках шестой защиты проиграл техническим нокаутом представителю Индонезии Элли Пикалю.
В дальнейшем без особого успеха ещё трижды выходил на ринг, завершив карьеру профессионального спортсмена в конце 1989 года. В общей сложности провёл на профессиональном уровне 27 боёв, из них 20 выиграл (в том числе 11 досрочно), 4 проиграл, тогда как в трёх случаях была зафиксирована ничья.